# Georg von Köller
Georg Ernst Maximilian von Köller (né le 17 février 1823 à Jasenitz, arrondissement de Cammin-en-Poméranie (de) et mort le 12 mars 1916 à Kantreck, arrondissement de Cammin-en-Poméranie (de)) est un avocat administratif et propriétaire foncier du royaume de Prusse. Il siège au Conseil d'État prussien et est président de la Chambre des représentants de Prusse pendant 18 ans.

## Biographie
Il est issu de la famille noble de Poméranie von Köller et est le fils du directeur général régional de Poméranie Matthias von Köller et de son épouse Juliane Mathilde née von Wedel (de) (1803-1859).
Köller étudie à l' Université Ruprecht-Karls à partir de 1841 et devient membre du Corps Saxo-Borussia Heidelberg l'année suivante. En 1844, il rejoint l'Université Frédéric-Guillaume de Berlin en tant que membre inactif. De 1850 à 1868, il est administrateur de l'arrondissement de Cammin-en-Poméranie (de)
Il est député à la Chambre des représentants de Prusse de 1866 à 1903 pour la 6e circonscription de Stettin (Greifenberg). Jusqu'en 1874, il est premier vice-président de cette Chambre et de 1879 à 1897, son président. Au début, Köller rejoint le Parti conservateur, puis les Nouveaux conservateurs, et finalement n'appartient à aucun parti pendant un certain temps. Plus récemment, il revient aux conservateurs jusqu'à ce qu'il abandonne son mandat,.

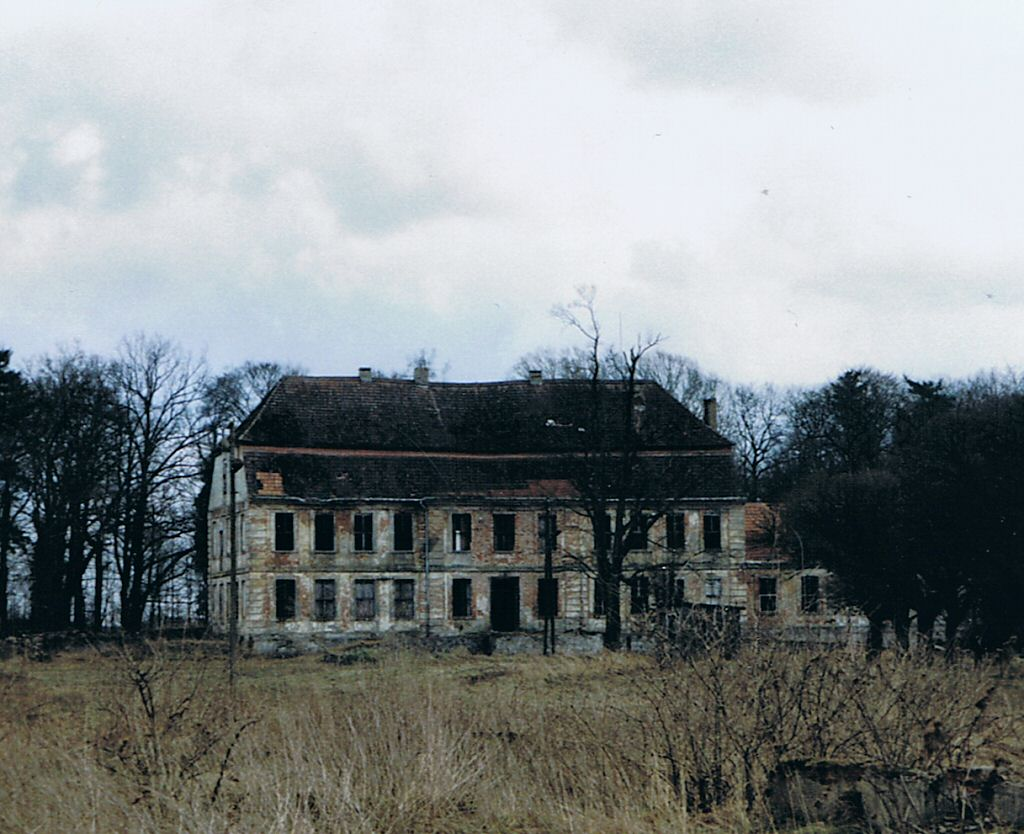
Le manoir de Kantreck, déjà en ruine en 2003

Köller est également président du parlement provincial de Poméranie (de) de 1876 à 1906. Devenu conseiller d’État, Köller quitte la seconde chambre. Il gère le manoir de Kantreck, autrefois appelé Cantreck, dans l'arrondissement de Cammin, district de Stettin. Il est également seigneur de Siegelkow, Schwanteshagen, Lüttmannshagen, Dischenhagen, Hammer et autres. En 1911, ses domaines ont une superficie totale de 6 300 hectares.

## Publications
- Statistische Darstellung des Camminer Kreises – Geschrieben im Winter 1865/66, Behrendt, Cammin in Pommern 1867.

## Famille
Le 21 décembre 1847, il se marie avec Halberstadt Ida Marie von Wurmb (de) (1825–1892), fille du général de division Ludwig von Wurmb (de) (1788–1855) et d'Adelaide von Kleist (1794–1854) (fille de Franz Alexander von Kleist). Le mariage donne naissance à une fille, Julie (1859–1942), qui épouse Leo Karl Friedrich Wilhelm von Ploetz (1848–1915) de Stuchow et Quilow.
Son frère cadet Ernst von Köller (1841–1928) est ministre prussien de l'Intérieur en 1894/95, haut président de la province du Schleswig-Holstein de 1897 à 1901, puis secrétaire d'État au ministère de l'Alsace-Lorraine jusqu'en 1908.